# Philosophie der Physik
Die Philosophie der Physik kann als ein Teilgebiet der Wissenschaftstheorie oder Naturphilosophie betrachtet werden und ist eng mit der Ontologie verknüpft. Sie beschäftigt sich mit den philosophischen Fragestellungen, die durch Theorien der modernen Physik aufgeworfen werden, sowie mit den konzeptionellen Grundlagen dieser Theorien. Dabei untersucht sie grundlegende Fragen über die Natur der physikalischen Realität, die Struktur und das Verständnis von physikalischen Theorien und die Implikationen physikalischer Erkenntnisse für unser Wissen über die Welt. 

## Interpretationsprobleme physikalischer Theorien
Zu den Themengebieten der Philosophie der Physik gehört die Interpretation physikalischer Theorien im Hinblick auf ihre ontologischen Voraussetzungen oder Implikationen: Wenn eine bestimmte physikalische Theorie unsere Welt verlässlich beschreibt, folgt daraus, zumindest für wissenschaftstheoretische Realisten, dass diese Theorie Aufschluss über die Struktur der Realität gibt. Bereits die Interpretation und rationale Rekonstruktion der klassischen (Newtonschen) Partikelmechanik wirft hierbei Probleme auf. Noch weit komplizierter sind die Probleme in der Interpretation der statistischen Physik, der Quantenmechanik und Relativitätstheorie.

### Thermodynamik
Beispielsweise wurde mehrfach versucht, die Gerichtetheit der Zeit auf die Gerichtetheit physikalischer Prozesse zurückzuführen. Denn nicht alle physikalischen Phänomene sind zeitumkehrinvariant (d. h. die sie regierenden Gleichungen lassen den Prozess in umgekehrter Richtung zu, wie sich einfach durch Umkehren der Vorzeichen des Zeitparameters modellieren lässt). Die Thermodynamik beispielsweise fordert ein Gleichbleiben oder eine Zunahme der Entropie im Zeitverlauf. Da aber die thermodynamischen Prozesse letztlich durch kleinste Teilchen realisiert werden, für welche eigentlich die zeitumkehrinvarianten Gesetze der klassischen Partikelmechanik gelten, ist das Verhältnis beider Theorien zueinander erklärungsbedürftig. Schon Boltzmann hat sich im 19. Jahrhundert um eine Lösung dieses Problems bemüht. Heutige Theoretiker sind sich meist einig, dass seine Erklärung fehlerhaft ist, diagnostizieren diesen Fehler jedoch teilweise unterschiedlich.

### Relativitätstheorie
Für die Philosophie der Zeit wirft auch die spezielle Relativitätstheorie Probleme auf. Denn die von ihr geforderte Relativität der Gleichzeitigkeit steht in Widerspruch zu bestimmten metaphysischen Theorien über die Natur von Kausalität und Modalität (bspw. zu einem modallogisch betrachtet dynamischem Universum mit sich abspaltenden, nicht realisierten Möglichkeiten, wie es Storrs McCall, Michael Tooley und andere Metaphysiker vorschlagen).

### Quantenmechanik
Im Falle der Quantenmechanik ist ein Hauptproblem der Interpretationsversuche, wie sich die Zeitentwicklung der Zustandswerte zum Messprozess verhält. Erstere nämlich ist deterministisch, die Ergebnisse letzterer sind aber nur stochastisch vorhersagbar. Üblicherweise spricht man davon, dass (in den meisten Fällen) der tatsächliche Systemzustand ein sogenannter Superpositionszustand ist, welcher bei der Messung auf einen eindeutigen Zustand reduziert wird, mit einer Wahrscheinlichkeit, welche sich durch die Bornsche Regel angeben lässt. Der wissenschaftliche Realist muss nun erklären, was in der Realität einem solchen überlagerten Zustand entspricht. Hierzu existieren die unterschiedlichsten Lösungsvorschläge. Alternativ wurden unterschiedliche antirealistische Interpretationen angeboten. Auch ist umstritten, wie genau sich in physikalischer oder ontologischer Sprache charakterisieren lässt, was einen Messprozess ausmacht (vgl. die Kurzübersicht im Hauptartikel Quantenmechanik, die ausführlichere Darstellung in Interpretationen der Quantenmechanik und die Diskussion in angrenzenden Artikeln wie Wigners Freund).
Des Weiteren scheinen mehrere realistische Interpretationsmöglichkeiten, die insbesondere in der Debatte um den EPR-Effekt diskutiert wurden, nicht mit klassischen Auffassungen über die (lokalursächliche) Natur der Kausalität vereinbar.

## Metaphysische Probleme
Da besonders die Allgemeine Relativitätstheorie die Grundlage für moderne kosmologische Modelle ist, berührt sich die Philosophie der Raumzeit bzw. der Relativität in einigen Bereichen stark mit der Kosmologie.
Diese Interpretationsprobleme stehen meist in engem Zusammenhang mit dem Interesse an metaphysischen Fragen bezüglich der Natur von Raum, Zeit und Kausalität sowie der Konstituenten der Realität. Für letztere Thematik ist die Kontroverse darüber grundlegend, ob theoretische Terme, also die Vokabeln, die in die Formulierung einer Theorie zentral eingehen, wie etwa „Atom“, per se mit der Voraussetzung einhergehen, dass ihnen etwas in der Realität entspricht. Viele wissenschaftstheoretische Realisten fordern dies, Antirealisten, darunter insbesondere schon der klassische Operationalismus (wie ihn Percy Williams Bridgman entwickelte) verneinen es. Der moderne wissenschaftstheoretische Realist scheint dann aber in seine Ontologie nicht nur Atome, sondern auch Quanten und Felder aufnehmen zu müssen; außerdem muss er (apparente) Transformationen von „Materie“ in „Energie“ und umgekehrt erklären.

## Epistemologische Probleme
Wie die Quantenmechanik, besonders in einigen antirealistischen Interpretationen, wirft auch die spezielle Relativitätstheorie erkenntnistheoretische Fragen auf.

## Allgemeine wissenschaftstheoretische Probleme

### Determinismus
Relativ unabhängig von den Interpretationsproblemen der physikalischen Theorien fallen in die Philosophie der Physik auch Fragen zur allgemeinen Natur physikalischer Gesetze. Da die moderne Physik in einigen Bereichen nur statistische Aussagen treffen kann, wird dabei insbesondere die regionale oder allgemeine Geltung des Determinismus kontrovers diskutiert. Teilweise versuchen einige Philosophen, diese Diskussion mit Fragen bezüglich der Willensfreiheit (teilweise auch des göttlichen Vorherwissens) zu verbinden. In vielen Fällen werden entsprechende Rettungsversuche der Willensfreiheit von Wissenschaftstheoretikern kritisch gesehen.

### Gesamtdarstellungen und Handbücher
- Thomas Brody: The Philosophy Behind Physics, Springer 1993.
- Jeremy Butterfield, John Earman, Dov M. Gabbay, Paul Thagard, John Woods (Hrsg.): Handbook of the Philosophy of Physics, Elsevier 2007, ISBN 0-444-51560-7.
- James T. Cushing: Philosophical Concepts in Physics, CUP, Cambridge 1998.
- Michael Esfeld (Hg.): Philosophie der Physik, suhrkamp, Frankfurt/M. 2012, ISBN 978-3-518-29633-2.
- Marc Lange: An Introduction to the Philosophy of Physics, Blackwell, London 2002.
- Norman Sieroka: Philosophie der Physik, Beck, München 2014, ISBN 978-3-406-66794-7.
- Lawrence Sklar: Philosophy of Physics, OUP, Oxford 1992.
- Roberto Torretti: The Philosophy of Physics, CUP, Cambridge 1999.
- Carl Friedrich von Weizsäcker: Zum Weltbild der Physik. 13. Aufl., mit neuem Vorwort: „Rückblick nach 46 Jahren“ – Stuttgart : Hirzel, 1990. ISBN 3-7776-0479-8 kart.

### Interpretationen physikalischer Theorien
Philosophie der Raumzeit bzw. Relativität
- Robert DiSalle: Understanding Space-Time: the Philosophical Development of Physics from Newton to Einstein. Cambridge: CUP 2006.
- John Earman: World enough and space-time. MIT Press, Cambridge, MA 1989, ISBN 0-262-05040-4.
- Michael Friedman: Foundations of space-time theories. Princeton University Press, Princeton, NJ 1983, ISBN 0-691-02039-6.
- Lawrence Sklar: Space, time, and spacetime. University of California Press 1977, ISBN 0-520-03174-1.
- Barry Dainton: Time and space, Montreal u. a.: McGill-Queen’s Univ. Press 2001, ISBN 0-7735-2302-2.
- verschiedene Artikel in der Stanford Encyclopedia of Philosophy zu space and time

Philosophie der Quantenmechanik
- David Z. Albert: Quantum mechanics and experience. Harvard University Press, Cambridge, MA 1992, ISBN 0-674-74112-9.
- Cord Friebe, Meinard Kuhlmann, Holger Lyre, Paul Näger, Oliver Passon, Manfred Stöckler: Philosophie der Quantenphysik. Einführung und Diskussion der zentralen Begriffe und Problemstellungen der Quantentheorie für Physiker und Philosophen. Springer Spektrum 2015, ISBN 978-3-642-37789-1.
- R.I.G. Hughes: The Structure and Interpretation of Quantum Mechanics Weniger vereinfacht als Albert, aber mit Schulphysik zu bewältigen; größtenteils eine zugängliche Einführung in die physikalische Theorie – philosophische Diskussionen nehmen eher wenig Raum ein.
- Michael Redhead: Incompleteness, nonlocality, and realism. The Clarendon Press Oxford University Press, New York 1990, ISBN 0-19-824238-7.
- verschiedene Artikel in der Stanford Encyclopedia of Philosophy zu quantum mechanics und quantum theory

Quantenfeldtheorie
- Paul Teller: An interpretive introduction to quantum field theory, Princeton University Press 1995

Statistische Physik / Thermodynamik
- David Z. Albert: Time and Chance, Harvard University Press 2000, ISBN 0-674-00317-9 Review von N. Huggett
- P. und T. Ehrenfest: The Conceptual Foundations of the Statistical Approach in Mechanics, Ithaca, NY: Cornell University Press 1959.
- G. Emch, C. Liu: The Logic of Thermo-statistical physics, Berlin: Springer 2002.
- Huw Price: Time’s Arrow and Archimedes’ Point, 1996, ISBN 0-19-510095-6.
- Hans Reichenbach: The Direction of Time, Berkeley, CA: University of California Press 1956.
- Lawrence Sklar: Physics and Chance: Philosophical Issues in the Foundations of Statistical Mechanics, Cambridge: CUP 1993.
- Lawrence Sklar: Philosophy of statistical mechanics. In: Edward N. Zalta (Hrsg.): Stanford Encyclopedia of Philosophy.
- Jos Uffink: Boltzmann’s work in statistical physics. In: Edward N. Zalta (Hrsg.): Stanford Encyclopedia of Philosophy.

Chaostheorie
- Peter Smith: Explaining Chaos, Cambridge: Cambridge University Press 1994.